# Sintagma
El sintagma (del griego antiguo: σύνταγμα sýntagma, 'arreglo, coordinación, agrupación —ordenada—') es un tipo de constituyente sintáctico formado por un grupo de palabras que forman otros subconstituyentes, al menos uno de los cuales es un núcleo sintáctico. La Nueva gramática de la lengua española (2009), la gramática de referencia de la Real Academia Española, opta por la denominación de grupo sintáctico. 
Las propiedades combinatorias de un grupo o sintagma se derivan de las propiedades de su núcleo sintáctico; este hecho se parafrasea diciendo que «un sintagma se caracteriza por ser la proyección máxima de un núcleo». Por su parte el núcleo sintáctico es la palabra que da sus características básicas a un sintagma y es por tanto el constituyente más importante o de mayor jerarquía que se encuentra en su interior; a modo ilustrativo: un sintagma es nominal porque es la proyección máxima de un nombre (o sustantivo), y así sucesivamente.

## Introducción
Los sintagmas son constituyentes sintácticos con una estructura interna articulada que podemos reconocer. Consideraremos primero los sintagmas fundamentales, que son los que articulan en torno a un sustantivo (nombre), un adjetivo, un verbo, una preposición y un adverbio.
"Al sintagma se le entiende como una entidad gramatical, no una semántica" ya que es "considerada como una unidad intermedia entre "palabra" y "oración". Los elementos de la cláusula u oración pueden ser "palabras" (morfemas simples o palabras libres, o palabras compuestas) o agrupaciones de palabras que son intercambiables sintácticamente con "palabras” como elementos en la cláusula u oración. Al observar el comportamiento distributivo de los elementos de la oración, por lo tanto, se requiere alguna unidad que tenga en cuenta esta característica del lenguaje. Para los grupos de palabras en este nivel analítico, se emplea el término "sintagma".
Cada sintagma posee una función sintáctica específica dentro de la oración. A diferencia de la oración, los sintagmas no poseen una entonación específica (al menos en español). Desde el punto de vista jerárquico, un sintagma es un constituyente sintáctico inmediatamente superior al constituyente no-sintagmático, que a su vez es el rango inmediatamente superior a la palabra y al  núcleo sintáctico. Es decir, un sintagma en general será una unidad sintáctica formada por un conjunto de palabras y morfemas organizados jerárquicamente en torno a un núcleo sintáctico, de tal manera que todos esos elementos juntos desempeñan una función sintáctica o relación gramatical.
Todas las oraciones son inmediatamente descomponibles en sintagmas (la oración misma puede considerarse un macrosintagma) y los sintagmas pueden engancharse, depender o girar unos en torno de otros mediante relaciones sintácticas de parataxis (coordinación), hipotaxis (subordinación) o relaciones morfosintácticas de concordancia, también por relaciones semánticas de cohesión y congruencia denominadas coherencia textual. La composición interior del sintagma varía desde sintagmas con una sola palabra que funciona como núcleo, hasta aquellos en los que se encuentran varios sintagmas dependientes de uno central o incluso una proposición subordinada al núcleo del sintagma.
Un sintagma puede ser obligatorio por haber sido seleccionado por un núcleo sintáctico (por ejemplo un verbo transitivo requiere un SD, SN o pronombre como complemento, una preposición requiere un SN o SD, etc.). A ese sintagma se le denomina argumento o complemento sintáctico. El sintagma no seleccionado por el predicado es siempre opcional y se le denomina adjunto sintáctico.

## Sintagmas endocéntricos y exocéntricos
La distinción entre sintagmas endocéntricos y exocéntricos, es una distinción abandonada en la gramática generativa moderna, ya que actualmente la hipótesis de «endocentricidad generalizada» ha abandonado el análisis mediante sintagmas exocéntricos redefiniéndolos como sintagmas endocéntricos de categorías funcionales. El modelo de la Gramática Generativa conocido como Teoría de la Rección y ligamiento (también, Modelo de Principios y Parámetros; ing.: 'Government and Binding'), propuesto por Noam Chomsky en 1981, distinguía entre sintagmas endocéntricos, que eran proyecciones máximas de un núcleo, y sintagmas exocéntricos, que carecían de núcleo:
Sintagmas exocéntricos
El ejemplo más conocido de sintagma exocéntrico era la oración que constaba simplemente de la adjunción entre dos sintagmas endocéntricos: el sujeto (SN) y la frase verbal (SV) con la inflexión. Así una oración principal (O) o una oración subordinada (O') venían dadas por reglas de reescritura del tipo:

{\displaystyle {\mbox{O}}\ \to {\mbox{SN INFL SV}},\qquad {\mbox{O}}'\ \to {\mbox{Comp O}}}
Donde claramente O y O' serían «sintagmas» exocéntricos, con algunos rasgos nuevos no presentes en ninguna
Sintagmas endocéntricos
A diferencia del caso anterior, un sintagma endocéntrico sería de la misma categoría gramatical que su núcleo y con propiedades heredadas del núcleo sintáctico.

### Nuevas perspectivas
Comúnmente se ha aceptado que el sintagma puede ser verbal, nominal, adjetivo, adverbial, preposicional (en algunas lenguas es conveniente distinguir además el sintagma determinante). Más recientemente se han introducido también sintagmas asociados a categorías funcionales que son además del sintagma determinante, el sintagma complementador y el sintagma de tiempo (o inflexión).
La hipótesis de endocentricidad generalizada viene a decir que todo sintagma es la máxima proyección de un núcleo, lo cual significa que las propiedades combinatorias del sintagma vienen dadas por la naturaleza del núcleo, ya que los «rasgos» del núcleo serían heredados o «proyectados» a través del árbol sintáctico desde el núcleo al sintagma. La hipótesis de endocentricidad generalizada supone además el abandono de las construcciones exocéntricas.

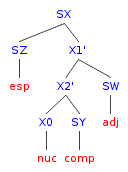
Diagrama de la hipótesis de la X'

La estructura básica de un sintagma viene explicitada por la hipótesis de la X' según la cual un núcleo se proyecta dos veces y recibe un modificador en cada proyección. Por tanto, si la letra X se utiliza para designar algún tipo de núcleo (N = nombre, adjetivo o pronombre; V = verbo, P = preposición,...). el sintagma X (SX) puede descomponerse como se indica en el diagrama.
- Un núcleo X se proyecta al nivel X' al recibir como modificador a un complemento.
- X' puede recibir optativamente un adjunto sin modificar su naturaleza de proyección intermedia.
- X' se proyecta a SX al recibir como modificador a un especificador.

Un ejemplo de sintagma adjetivo con la anterior estructura sería el siguiente:

{\displaystyle [_{SA}\ [_{SAdv}\ {\mbox{mucho más}}]\ [_{\bar {A}}\ [_{\bar {A}}\ {\mbox{propenso}}\ [_{SP}\ {\mbox{a las enfermedades}}]]\ [_{SP}\ {\mbox{por falta de defensas}}]]]}

Donde:
{\displaystyle [_{SAdv}\ {\mbox{mucho más}}]} sería el especificador.
{\displaystyle [_{SP}\ {\mbox{a las enfermedades}}]} sería el complemento.
{\displaystyle [_{SP}\ {\mbox{por falta de defensas}}]} sería un adjunto.
{\displaystyle [_{A}\ {\mbox{propenso}}]} sería el núcleo sintáctico.
Finalmente cabe mencionar que algunas propuestas más recientes sugieren que realmente no existen sintagmas asociados a categorías léxicas. Así realmente no existirían el sintagma verbal, nominal, adjetivo o adverbial sino sólo existirían sintagmas asociados a categorías funcionales como el sintagma determinante, el sintagma complementador y el sintagma de inflexión.

## Sintagmas léxicos
Según el tipo de núcleo del sintagma endocéntrico, este se clasificaba del mismo modo que en gramática tradicional en sintagma nominal, verbal, adjetivo o adverbial según sea su núcleo un sustantivo o pronombre, un verbo, un adjetivo o un adverbio respectivamente.
En cuanto al sintagma exocéntrico actualmente está muy discutido, incluso se ha propuesto la hipótesis de endocentricidad generalizada. 

### Sintagma nominal
"Denominaremos sintagma nominal al constituyente que se agrupa o articula en torno a un nombre". Donde el núcleo es un sustantivo o pronombre.
En español, el sintagma nominal o SN puede funcionar como sujeto agente o paciente, como atributo, como complemento directo de cosa, como complemento predicativo, como aposición, como vocativo y como complemento circunstancial. Si su núcleo es un pronombre, puede funcionar además como complemento indirecto y complemento directo de persona.
Ejemplos: Juan, el disco, el disco que más me gusta.
Un sintagma nominal puede tener la estructura sustantivo + adjetivo

### Sintagma preposicional
"Un sintagma preposicional es al que se le articula en torno a una preposición". Puede usarse como núcleo, y un sintagma como complemento obligatorio. Por ejemplo: «entre los sauces llorones».
En español, el sintagma preposicional (SPrep o SP) puede funcionar:
- Como complemento de régimen de un verbo: No creo en los políticos.
- Como complemento directo de persona: Él amaba a la princesa.
- Como adjunto dentro de un sintagma verbal o nominal:
  - Con un sintagma nominal haciendo de complemento preposicional de un nombre, adjetivo o adverbio, también llamado complemento del nombre o CN.
  - En una oración en voz pasiva de complemento agente que marca oblicuamente el agente.
  - «Complemento» opcional o adjunto que hace de complemento circunstancial.
- Excepcionalmente como sujeto: Entre Pedro y Luis lo hicieron.

En algunas teorías funcionalistas, se ha propuesto emplear la expresión Sintagma Nominal Introducido por Preposición (SNIP) o Sintagma Adjetival Introducido por Preposición (SAIP), puesto que el núcleo del sintagma, es decir, la palabra más importante semánticamente, no es la preposición, sino el sustantivo o el adjetivo.

### Sintagma verbal
"El sintagma verbal es el que se articula en torno a un [...]" verbo no-auxiliar, es decir, un sintagma cuyo núcleo sintáctico es un verbo con significado léxico. Por ejemplo en español:
[Øi [comei,N pescado]].
Juan [[está]N aquí].
En español el Sintagma verbal o SV puede funcionar solamente como predicado, bien sea como predicado verbal, como predicado nominal o como predicado mixto. 
Debe tenerse presente que cuando existen auxiliares, puede distinguirse entre un sintagma verbal que tiene por núcleo el verbo en forma no personal y un sintagma de tiempo que tiene por núcleo al verbo auxiliar. Gracias a este análisis puede explicarse como el comportamiento peculiar de ciertos adverbios en inglés o francés y otras lenguas donde entre el auxiliar y el verbo principal puede ocurrir un adverbio. Si no se postula el sintagma de tiempo, además de que ciertos hechos de estas lenguas quedan inexplicados tendríamos que asumir la existencia de «sintagmas discontinuos» o cualquier otro tipo de solución poco elegante. En cambio en español entre el verbo auxiliar y el verbo principal no puede aparecer ningún elemento, por lo que en español el verbo principal siempre estará. Casi siempre se debe colocar un sintagma verbal en el predicado verbal.

### Sintagma adjetival
El sintagma adjetival es al que se articula en torno a un adjetivo.
Su estructura es :(CUANTIFICADOR) + NÚCLEO + (COMPLEMENTO DEL ADJETIVO)
En español el sintagma adjetival o SAdj. puede funcionar como adyacente, como atributo y como complemento predicativo.
Ejemplo: Rápido, absolutamente fiel a sus ideas. 

### Sintagma adverbial
Es el sintagma cuyo núcleo es un adverbio: «muy cuidadosamente», «muy lentamente», «principalmente»
En español el sintagma adverbial o SAdv. puede funcionar como complemento directo, como complemento de un adverbio, como complemento circunstancial y como Grado o cuantificador de un adjetivo.

## Sintagmas funcionales
Los sintagmas funcionales son aquellos cuyo núcleo sintáctico no tiene en general un significado léxico, sino que es simplemente:
- Un nexo subordinante (sintagmas complementantes).
- Un indicador de cantidad, definición o tipo de referencia (sintagma determinante).
- Un verbo auxiliar sin significado léxico que especifica el tipo de aspecto o la modalidad.

En la moderna teoría se ha llegado a proponer que las estructuras sintácticas pueden agruparse en tres niveles de los que cada uno contiene diversos tipos de sintagmas:
- El nivel de V-proyecciones (nivel léxico), formado por el verbo y los argumentos verbales requeridos por él, así como adjuntos relacionados con ellos.
- El nivel de I-proyecciones (nivel inflexional/funcional), formado por categorías abstractas que inicialmente se consideraron dentro del sintagma de inflexión (tiempo gramatical, número, persona, caso estructural, etc.). Dentro de este nivel se consideran actualmente sintagmas bien asentados por los hechos de numerosas lenguas como el sintagma de tiempo, el sintagma de negación y los sintagmas de concordancia con el argumento-sujeto y el argumento-objeto.
- El nivel de C-proyecciones (nivel pragmático/discursivo), formado por elementos involucrados en funciones pragmáticas como la topicalización, el marcaje del foco oracional, la fuerza ilocutiva y la formación de oraciones interrogativas (en lenguas con movimiento Qu-). Inicialmente se postuló un sintagma complementante pero pronto la necesidad de explicar ciertos hecho llevó a la hipótesis de la estructura fina de la periferia izquierda.

### Sintagma de tiempo
Diversos hechos sintácticos relacionados con los auxiliares, los hechos de las lenguas V2 y la posición de clíticos, llevaron a postular que existía una posición estructural relacionada con aspectos codificados morfológicamente en las formas verbales, que requieren restricciones de orden peculiares. La hipótesis de la existencia de una posición sintáctica asociada a rasgos abstractos permite dar una explicación unificada a hechos que no pueden ser explicados de manera tan simple postulando que el verbo es el elemento nuclear de la oración y que la oración es una construcción exocéntrica formada por un sujeto y un predicado. Algunos de los hechos presentes en ciertas lenguas del mundo que pueden ser explicados mediante el sintagma de tiempo:
- La unicidad de la marca de tiempo
- El problema de la oración como construcción endoncéntrica
- La marcación de caso anómala en ciertas oraciones de infinitivo
- El comportamiento de los auxiliares en muchas lenguas
- El orden sintáctico en lenguas V2
- El orden de los pronombres clíticos en español y otras lenguas romances (proclítico con formas finitas / enclítico formas no finitas).

### Sintagma complementante
El sintagma complementante permite explicar qué posición estructural se asigna al nexo subordinante que introduce ciertas oraciones subordinadas. Otro conjunto de hechos que se ha explicado mediante el sintagma complementante es la posición estructural que ocupan los interrogativos que en muchas lenguas ocupan las posiciones iniciales de las oraciones interrogativas, también se puede explicar como es posible la inversión de sujeto y verbo en ciertas oraciones interrogativas totales.

### Sintagma de negación
La gramática tradicional coloca a la partícula negativa «no» en una categoría diferente a la de otras palabras negativas («nunca», «nadie», «nada»), pero esos elementos en muchas lenguas tienen restricciones de aparición conjunta que requieren introducción de reglas adhoc, que no siempre parecen naturales.
Por ejemplo, la concordancia gramatical asociada a la polaridad negativa que muchas lenguas como las lenguas románicas requieren puede ser explicada si se presupone la existencia de un sintagma de negación cuya posición de núcleo esté ocupada por una palabra de polaridad negativa. Esa hipótesis permite explicar ciertas restricciones en la aparición de elementos negativos y las restricciones de concordancia.

### Sintagma determinante
La hipótesis de que existe un sintagma determinante encabezado por un determinante, en lugar del análisis clásico de que los determinantes son meros formantes del sintagma nominal, permite explicar algunas características comunes a pronombres y determinantes, que se dan en ciertas lenguas. Por ejemplo en las lenguas románicas varios clíticos de tercera persona tienen la misma forma que los artículos, esto se debe a razones históricas, aunque la introducción de la hipótesis del sintagma determinante puede explicar de manera natural este y otros hechos más complejos de las lenguas romances y otras lenguas.

## Ejes paradigmático y sintagmático
En la lingüística estructural inaugurada por Ferdinand de Saussure, este observa (como si fueran ejes de coordenadas cartesianas) dos ejes elementales constituyentes del lenguaje: el eje sintagmático (basado en palabras o, directamente, en significantes) y el eje paradigmático o metonímico constituido por una cadena de significantes con un posible significado en común que le da sentido.
Por otra parte Noam Chomsky ha considerado a una posible gramática generativa constituida por sintagmas léxicos y sintagmas funcionales, y sujetos a unos principios combinatorios universales. Estos principios forman parte de la capacidad innata de adquirir una lengua materna.